# J. R. Bremer
Pour les articles homonymes, voir Bremer.
Ernest Bremer, Jr. (surnommé J.R.; né le 19 septembre 1980 à Cleveland, Ohio) est un joueur américain-bosnien de basket-ball. Bremer a joué en NBA.
Il est l'un des joueurs les mieux payés en Europe. Il évolue actuellement en Superligue de Russie de basket-ball dans le club de Triumph Lyubertsy. Il évolue également dans l'équipe de Bosnie-Herzégovine de basket-ball.

## Carrière
Meneur d'1,91 m pour 93 kg issu de l'université Saint-Bonaventure, Bremer n'est pas drafté et signe un contrat en NBA en tant qu'agent libre avec les Celtics de Boston en 2002. Il est nommé dans la NBA All-Rookie Team. Il passe deux saisons en NBA avec les Celtics (2002-2003), les Cavaliers de Cleveland (2003-2004) et les Warriors de Golden State (2003-2004), pour des moyennes de 6,5 points et 2,2 passes décisives par match. Les Bobcats de Charlotte le sélectionnent dans l'effectif des Warriors lors de l'"expansion draft", puis l'évincent avant qu'il ne dispute une seule rencontre. Depuis 2004, il joue en Europe, dans l'équipe de Unicaja Málaga en Liga ACB, à Angelico Biella en Italie, au PAOK Salonique en Grèce, au KK Bosna en Bosnie-Herzégovine, Spartak Primorie Vladivostok en Russie. En décembre 2016, il signe au Limoges CSP.